# Eurygenius
Eurygenius is een geslacht van kevers van de familie snoerhalskevers (Anthicidae).

## Soorten
- E. attenualus Pic, 1921
- E. campanulatus LeConte, 1874
- E. constrictus LeConte, 1851
- E. darlingtoni Abdullah, 1967
- E. decorellus (Casey, 1895)
- E. fulvopictus Champion, 1925
- E. gratus (Casey, 1895)
- E. murinus (Haldeman, 1843)
- E. parvicornis Fall, 1929
- E. perforatus Fall, 1929
- E. wickhami Cockerell, 1917
- E. wilati Lacordaire, 1859
- E. wildii LeConte, 1855